# Abudefduf declivifrons
Abudefduf declivifrons е вид лъчеперка от семейство Pomacentridae. Видът е незастрашен от изчезване.

## Разпространение и местообитание
Разпространен е в Гватемала, Коста Рика, Мексико, Никарагуа, Салвадор и Хондурас.
Среща се на дълбочина от 0,4 до 25,6 m, при температура на водата около 21,3 °C и соленост 34,23 ‰.

## Описание
На дължина достигат до 18 cm.